# Hernals

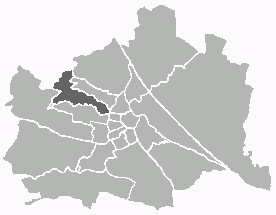
Poloha Hernalsu na mapě Vídně

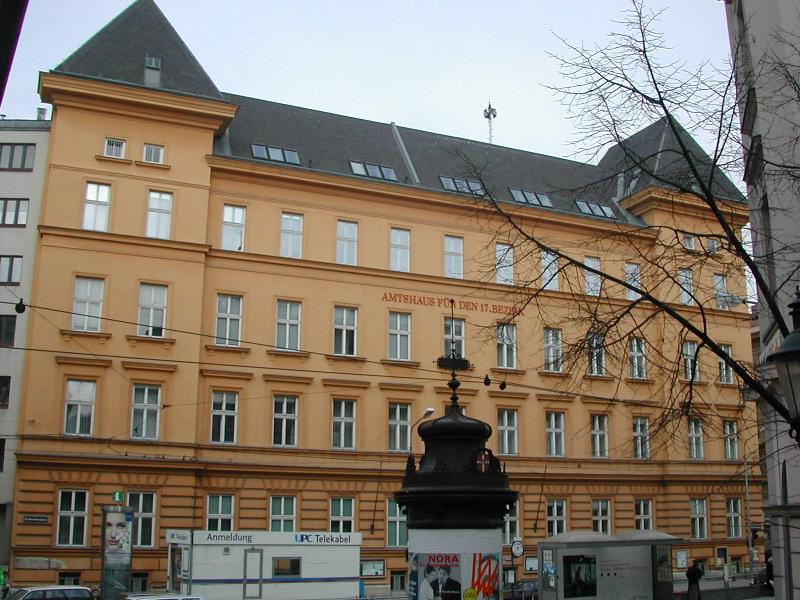
Správní budova vídeňského okresního úřadu Hernals

Hernals ( [hɛʁˈnals]) je 17. vídeňský městský okres. Byl vytvořený v roce 1892 ze samostatných obcí Hernals, Dornbach a Neuwaldegg.

## Geografie

### Poloha
Okres Hernals na severozápadě vídeňského správního území v oblasti horských pastvin Vídeňské pánve. Hernals má rozlohu 11,35 čtverečních kilometrů a je velikostí desátým z vídeňských okresů. Hernals zahrnuje pouze 2,7 % rozlohy Vídně. Okres je protáhlý podél toku dnešní kanalizace, dříve řekou Als mezi Vídeňským lesem a vídeňským "Gürtelem". Vídeňská řeka Als je druhým nejdelším potokem tekoucím z Vídeňského lesa do Dunaje. Nejvyšším bodem okresu je Heuberg se 464 metry nadmořské výšky a je známý svým návětřím. V Hernalsu je několik chráněných území. Chráněná krajina Hernalsu je ve Vídeňském lese a má výměru 5,93 čtverečních kilometrů, což činí 52.3 % plochy okresu. Menší tzv. ekologickou plochou je „Franze Glasera“ vyvýšenina v oblasti "Stefan-Zweig-Platz" a "Korngasse".

### Sousední okresy a obce
Okres Hernals sousedí na severozápadě s dolnorakouskou obcí Klosterneuburg. Na západě Hernals sousedí s vídeňským okresem Penzing, kde okresní hranice vede podél potoka Dornbachu a "Amundsenstraße". Jižní hranice naproti okresu Ottakring je nejprve lesní území mezi "Heubergem" a "Gallitzinbergem" a probíhá východním směrem přes oblast až do "Gürtelu", Hernals na východě odděluje Josefstadt a Alsergrund. Na severu vede hranice okresu naproti Währingu špatně propustnou oblastí podél "Höhenrücken" a jeho "Schafberge". Severovýchodně sousedí Hernals také s "Döblingem". Zde leží území, které dříve patřilo Salmannsdorfu.

### Okresní části
Původně samostatná předměstí Hernals, Dornbach a Neuwaldegg byla v roce 1892 samostatnými obcemi a dnes tvoří 17. okres. Hranice dřívějších obcí jsou v určitých mezích podle stávajících katastrálních území udržovány, přičemž špatně prostupnou východní část a Neuwaldegg zaujímá zalesněnou severní část okresu.
Členění okresu je trochu odlišné od úřední statistiky, ze kterých se počítají obecní obvody souhrnně. Šesti statistickými obvody okresu Hernals jsou Dornerplatz, Alt-Hernals, Äußere Hernalser Hauptstraße, Alszeile, Dornbach und Neuwaldegg. Hranice statistických obvodů Dornbach a Neuwaldegg jsou shodné, avšak nikoliv se stejnojmenným katastrálním územím.

### Využití ploch
Zastavěné a stavební plochy Hernalsu činí 29,7 % z celkové plochy okresu (celá Vídeň 33,3 %). Podíl ploch obytných staveb celého území pro výstavbu činí 90,9 %, druhý nejvyšší podíl ve Vídni. Přiměřený je podíl ploch pro provozní objekty (2,8 %), jakož i plochy pro kulturu, náboženství, sportovní nebo jiné veřejné potřeby jsou malé (jen 5,4 %). Zeleň zaujímá 59,6 %, čímž se řadí na třetí zelený okres, 66,5 % zeleně připadá na lesy, 12,1 % na louky a 11,4 % na zahrádky.
Na sport a volný čas a na zemědělskou půdu připadá 2,4 % jen nepatrnou částí. Kdysi podstatné pěstování vinné révy kromě zbytku v "Kleinen Schafbergu" je již zaniklé. Podíl dopravních ploch okresu je s 10.3 % velmi malý, vodstvo představuje 0,4 % plochy území okresu.

## Historie
Historie obce Hernals připojené k okresu v roce 1892 viz Hernals (Vídeň).

### Hernals do 1918
První osídlení na území dnešního okresu, jak vyplývá z archeologických nálezů pochází z mladší doby kamenné. To leželo u rybnaté řeky Als s plodnými prameny. Nálezy z doby Římské říše v prostoru "Elterleinplatzu" pokrývají cihlářské nálezy z legií. Ve středověku vznikly vesnice Hernals a Dornbach, Neuwaldegg vznikly na počátku novověku.
K založení 17. vídeňského okresu Hernals došlo až koncem 19. století. Potom se v roce 1850 již stali předměstím a začátkem sedmdesátých let se začalo diskutovat o připojení předměstí k Vídni. Ačkoliv předměstí byla proti, bylo připojeno na základě přání císaře Františka Josefa I. (1830–1916) projevené ve své řeči v roce 1888. Příslušný zákon vstoupil v platnost dnem 1. ledna 1892 a Hernals se spojil s obcí Dornbach a Neuwaldegg a vytvořili 17. vídeňský okres. Obec Hernals byla přitom nejvýraznější ze tří obcí a dokonce i do Vídně vstoupila bohatá obec Dolního Rakouska. V roce 1890 žilo v novém okrese 74 657 obyvatel v 1803 domech. Za okresního představitele Kretscheka a hernalského městského radu Sebastiana Grünbecka byla provedena rekonstrukce kaple Svaté Anny, postaveny lázně a několik škol, jakož i regulace ulic a rozšířen hřbitov. V roce 1894 byl odstraněn Linienwall a postavena městská dráha. Hernalské tržiště bylo rozšířeno na "Zimmermannplatzu".

### Hernals 1919–1945
Pod sociálními demokraty v Rudé Vídni po první světové válce byla požadovaná bytová výstavba. V roce 1922 za Karla Ehna (1884–1959) v "Balderichgasse" byl postaven první obecní bytový dům se 164 byty. Největší v Hernals postavený v roce 1929 městský obytný dům v ulici "Wattgasse" s 294 byty. Na základě finančního tlaku spolkové vlády byla výstavba snižována, podíl obecních bytů v Hernals zůstal s 1467 byty pod vídeňským průměrem.
Po Schattendorferském rozsudku došlo také v Hernbals k nepokojům, dne 15. července 1927 došlo k útoku výtržníků na policejní strážnici v Hernalské "Hauptstraße 158". Tento dav vyházel inventář a na ulici zapálil. Dva stromy v aleji byly zasaženy ohněm a později jako "revoluční stromy" byly udržovány. Nepokoje pokračovaly dále a pět lidí zemřelo.
Rakouské občanské nepokoje v únoru 1934 se odehrávaly mimo Hernals. Kvůli obstávce sociální demokracie byla však okresní rada rozpuštěna a dosazeni noví představitelé

### Hernals po 1945
Druhá světová válka skončila v Hernals příchodem sovětského vojska dne 7. dubna. Zůstali do září 1945 v Hernals, když je potom vystřídala americká okupační vojska. Vedle obnovy poničených domů patřila hlavní pozornost výstavbě nových bytů. Do roku 1955 bylo v Hernals postaveno 1050 bytů a do roku 1991 přibylo dalších 2948 bytů.
Během devadesátých let došlo pětkrát k malým změnám v hranicích okresu. V roce 1990 byla hranice k Währingu mezi "Czartoryskigasse" a "Herbeckstraße" mírně posunuta v neprospěch Hernalsu. V oblasti ulic "Savoyenstraße", "Wilhelminenstraße" a "Oberwiedenstraße" získal Hernals v roce 1992 velmi malé nezastavěné území od okresu Ottakring. Roku 1995 dostal Hernals od Währingu v oblasti ulic "Höhenstraße", "Keylwerthgasse" a "Salmannsdorfer Straße" obytnou oblast a 1998 byla hranice k Ottakringu v oblasti ulic "Spinozagasse" mezi "Steinmüllergasse" a "Rosenackerstraße" část posunutou k severu. Doposud poslední změna hranic byla provedena v roce 2001 v oblasti "Kongressparku", která se kompletně překládá na území Ottakringu.

## Obyvatelstvo

### Vývoj počtu obyvatel
Na konci 19. století měl okres Hernals 63 038 obyvatel. Do roku 1910 narostl počet obyvatel přes 60 % na 103 000. Později se však růst počtu obyvatel zastavil, snižoval a který se udržuje až do roku 2001. Jen v osmdesátých letech došlo k lehkému růstu v Hernals, po posledním sčítání lidu v roce 2001 počet obyvatel klesá a činí nyní 47 610. Od roku 2001 je růst obyvatel jinak zjišťován. V roce 2024 v okrese žilo 56 671 obyvatel.

### Struktura obyvatelstva
Struktura obyvatel v Hernals se odráží z velké části podle vídeňského průměru. 21,4 % obyvatel Hernalsu je ve věku nad 60 roků. 52,8 % z obyvatel je žen. S 28,8 % je výrazně vyšší průměr podílu cizinců. Nejvyšší podíl při sčítání lidu 2001 je 33,9 % státních občanů ze Srbska a Černé Hory před Turky (14,7 %) a Bosny (9,7 %).
Ze 40 665 obyvatel, kteří mají přes 15 roků, má 12,6 % univerzitu, vysokou odbornou školu nebo "Akademii" jako nejvyšší školní vzdělání (Vídeň 11,8 %). Dalších 15,6 % absolvovali maturitu (Vídeň 15,7 %), 35,5 % je vyučeno řemeslu nebo má střední školu (Vídeň 39,2 %) a 36,3 % má povinnou školní docházku jako nejvyšší vzdělání (Vídeň 33,2 %).
Průměrný roční čistý příjem zaměstnance v roce 2004 činí 17 768 € (Vídeň 18 489 €), penzisté mají 16 600 € (Vídeň 16 412 €). Mužské obyvatelstvo má výdělek 19 940 € čistého (penzisté 19 780 €), Naproti tomu ženy mají 15 329 € čistého (penzistky 14 531 €). Vesměs se považuje příjem hernalských pracujících přibližně o čtyři procenta nižší než je vídeňský průměr, penzisté ale nedosahují.

### Náboženství
Náboženské vyznání je v Hernalsu rozloženo následovně: 47,4 % jsou římskokatolického vyznání, 9,4 % pravoslavná církev, 9,4 % islámské, 4,1 % evangelické a 23,4 % je bez vyznání. V Hernalsu jsou čtyři římskokatolické farnosti (ve Vídni je 17 děkanství a arcibiskupství.
Před rokem 1938 byla v Hernals židovská obec. Nebyla sice žádná synagoga, ale spolková modlitebna Gemilath Chesed („Man übt Gnade") v ulici "Thelemangasse 8", zřízená v roce 1929. Starostou byl Julius Krupnik a rabínem Markus Leib Habermann. Spolková modlitebna nacisty byla uzavřena a členové židovské obce buď emigrovali nebo byli deportováni a vyvražděni. Dnes je v "Thelemanngasse 8" malá Sultanahmet mešita.
Budova v "Thelemangasse 8" jakož i domovní čísla 2, 4, 6 byli ve vlastnictví železářského továrníka Mandelbauma, který musel v roce 1940 uprchnout do Anglie. Vnuk od zakladatele Bernharda Mandelbauma je americký autor Frederic Morton (narozený 1924 jako Fritz Mandelbaum), dům v "Thelemanngasse 8" navštěvuje mládež z reálného gymnázia.

## Politika
Hernals byl po volbách v 19. i 20. století ovládán "Křesťanskodemokratickou stranou". Franz Helbling (1831-1904), nejstarší starosta Hernals, byl 1891 zvolen okresním představitelem. Při prvních všeobecných volbách dosáhla sociální demokracie v Hernals s 58 % absolutní většinu před křesťanskými socialisty (27 %) a česko-slovenskými demokraty. Tyto poměry ve značné míře trvaly až do roku 1932, zmizeli Čechoslováci a přidali se nacisté na vrub křesťanských sociálů a získali 17 %. Jako okresní představitel dominoval sociální demokrat Anton Haidl (1870-1949) od 1919 do 1934.
Při prvních volbách v listopadu 1945 dosáhla (SPÖ) s 57 % absolutní většinu a udržela průběžně až do dneška vedení okresu. Vzestupem (FPÖ) v devadesátých letech se spojili s nadvládou (SPÖ) a vládnou společně. V roce 1991 (SPÖ) získali ještě 43 %, tak klesali a 1996 získali 33,4 %. (FPÖ) je nyní s 28,46 % (+ 6,27) je ještě vzadu.
Volby 2001: Ve volbách se zase otočila vývojová tendence zpět. (SPÖ) dosáhla 39,90 %, die (FPÖ) 20,81 %. (ÖVP) zůstává s 19,54 % vzadu. (Zelení) posílili a získali 15,31 %.
Volby 2005: V okresních zastupitelských volbách 23. října 2005 dosáhli (SPÖ) 41,14 % (+1,19 / 17 mandátů). (ÖVP) získali 21,82 % (+2,82 / 9 mandátů) a dostávají se opět do vedení. (Zelení) získali 18,44 % (+3,13 / 8 mandátů).

## Kultura a pamětihodnosti
- Hlavní církevní pamětihodností Hernalsu je "Kalvarie-kostel" Srdce Ježíšovo a kostel Redemptoristů.
- Jorgerovy lázně, vídeňský sportovní klub v Dornbachu a Kouzelná studna se sochou Schrammelova kvarteta.
- V Dornbachu je farní kostel a kaple svaté Anny, ve Neuwaldeggu "Zámek Neuwaldegg" a "Schwarzenbergpark".

### Divadla
Se zakládáním divadel v Hernals to nebývalo dříve úspěšné. V revolučním roce 1848 bylo zavřeno divadlo v Josefstadtu a v Hernalsu byla založena "První vídeňská národní aréna". Po několika letech bylo divadlo zavřeno. Také 1966 založené divadlo v Dornbachu muselo být za šest měsíců zavřeno.
Menší divadlo bylo také v meziválečném období na nároží ulic "Dornbacherstraße" a "Vollbadgasse". Tuto rolnickou scénu v roce 1948 převzala operetní scéna. Přestože byla vyprodaná představení, muselo se divadlo kvůli finančním problémům za rok zavřít. Dnes jsou v Hernals dvě důležitá a známá divadla. V tradiční vojenské metropoli Vídni jsou zachovány muzikálové a kabaretní programy ve vídeňských kulisách a stylu.

### Muzea
V Hernalském okresním muzeu je věnována pozornost bratrům Schrammelovým. Kalvarie-kostelu, dřívějšímu pěstování vinné révy, tureckým dobám, hernalské zvláštnosti v protestantství, zámku a parku Neuwaldegg, jakož i dalším tématům.
U příležitosti dvousetletého výročí byla v roce 2001 byla vytvořena mimořádná výstava o polním maršálu Franzi Moritzi von Lacy. Mimoto okres má také muzeum fiakrů a záchranné služby.

### Parky
Hernals má nejstarší krajinnou zahradu Rakouska, Schwarzenbergpark v Neuwaldegg, přímo ve Vídeňském lese zahrnující 80 hektarů. Vedle toho jsou v Hernals ještě další menší parky jako 1,7 ha velký "Lidlpark" s četnými japonskými okrasnými třešněmi - sakurami.
Necelý hektar plochy má "Alexander-Lernet-Holenia-Park" a "Josef-Kaderka-Park" v Dornbachu, jakož i "Pezzlpark" v Hernalsu.

Hanslteich je oblíbeným cílem vycházek obyvatel i výletníků. Rybník byl založený přibližně v roce 1920. Je napájený potokem Alserbach a je obklopen lesem a loukami.

## Hospodářství a infrastruktura

### Doprava
Přes Hernals vede síťová vídeňská "S-Bahn" železniční trať se zastávkou "Wien-Hernals". Na druhé straně okresu u 9. okresu je stanice Alser Straße podzemní dráhy "U-Bahn" linky U6. Mimoto má Hernals ještě tramvajové a autobusové linky.
Na východním okraji okresu je vícepruhová silnice "Vídeňský Gürtel". V části okresu Neuwaldegg začíná ulice Höhenstraße vedoucí až do Vídeňského lesa.

### Zdravotnictví
Jedinou nemocnicí v Hernals je v roce 1935 založená kongregací Sester od Božího Spasitele. V okrese jsou troje lázně: „Schafbergbad“ (tradiční koupaliště), Z roku 1914 stylové lázně Jörgerbad, jakož i privátní koupaliště Neuwaldegg na okraji Vídeňského lesa.

### Průmysl
Z četného průmyslu a živností z doby industrializace se udržela jen malá část. Byl to především potravinářský průmysl, zpracovatelské živnosti a lehký průmysl. Ještě dnes je tu 350 až 400 provozoven. Celkem je v Hernals 2221 pracovišť s 18 tisíci místy. Dvě třetiny připadají na služby, 23 % na živnosti a průmysl a 8 % na stavebnictví. Ještě 120 lidí je činných v zemědělství a vinařství. Skoro polovina pracovišť má čtyři nebo méně pracovníků. Největším zaměstnavatelem v Hernals je továrna na cukrovinky "Manner", jediný provoz s více než 500 zaměstnanci.

## Partnerská města
Partnerským okresem je 17. okres Tokia "Fuchu- (To-kyo-)". Ozdobné třešně v „Lidlparku“ jsou darem tohoto partnera, Školní třída gymnázia "Geblergasse" navštívila partnerský okres.

## Osobnosti
- Ferdinand Sauter (1804-1854), básník
- Friedrich von Schmidt (1825-1891), architekt, čestný občan města Vídně
- Johann Schrammel (1850-1893), hudební skladatel a hudebník
- Josef Schrammel (1852-1895), hudební skladatel a hudebník
- Josef Venantius von Wöss (1863-1943), kostelní hudebník, skladatel a vydavatel
- Josef Manner (1865-1947), podnikatel, zakladatel firmy Manner
- Edmund Eysler (1874-1949), operetní skladatel
- Ewald Balser (1898-1978), německý herec
- Josephine Mutzenbacherová, známá, ale smyšlená postava děvčete z ulice
- Karl Schäfer (1909-1976), krasobruslař
- Josef Meinrad (1913-1996), komorní herec
- Marianne Schönauerová (1920-1997), herečka
- Frederic Morton (* 1924), spisovatel
- Hansi Lang (1955-2008), zpěvák, hudebník a herec